# Wing (企業)
ウィング（英語: Wing）はアルファベットの子会社で、ドローンベースの貨物配送技術の開発を行っており、2014年に最初の配達を完了した 。同社は、オーストラリア、米国、フィンランドで事業を展開している。
2018年7月、ウィングはGoogle Xから独立しアルファベット企業になった。2019年1月の時点で、ウィングはパイロットプログラムの一環として、オーストラリアのボニーソンにある試験施設からテイクアウトの食品と飲料の配達を開始した。2019年4月、ウィングは、米国で航空会社として運航するために、連邦航空局から航空運送事業許可を得た最初のドローン配送会社となった。2022年までに、このサービスは第1四半期だけで50,000件以上の配達を行っていた。

## ギャラリー
- ヘルシンキのヴオサーリで商品を配達するウィングのドローン

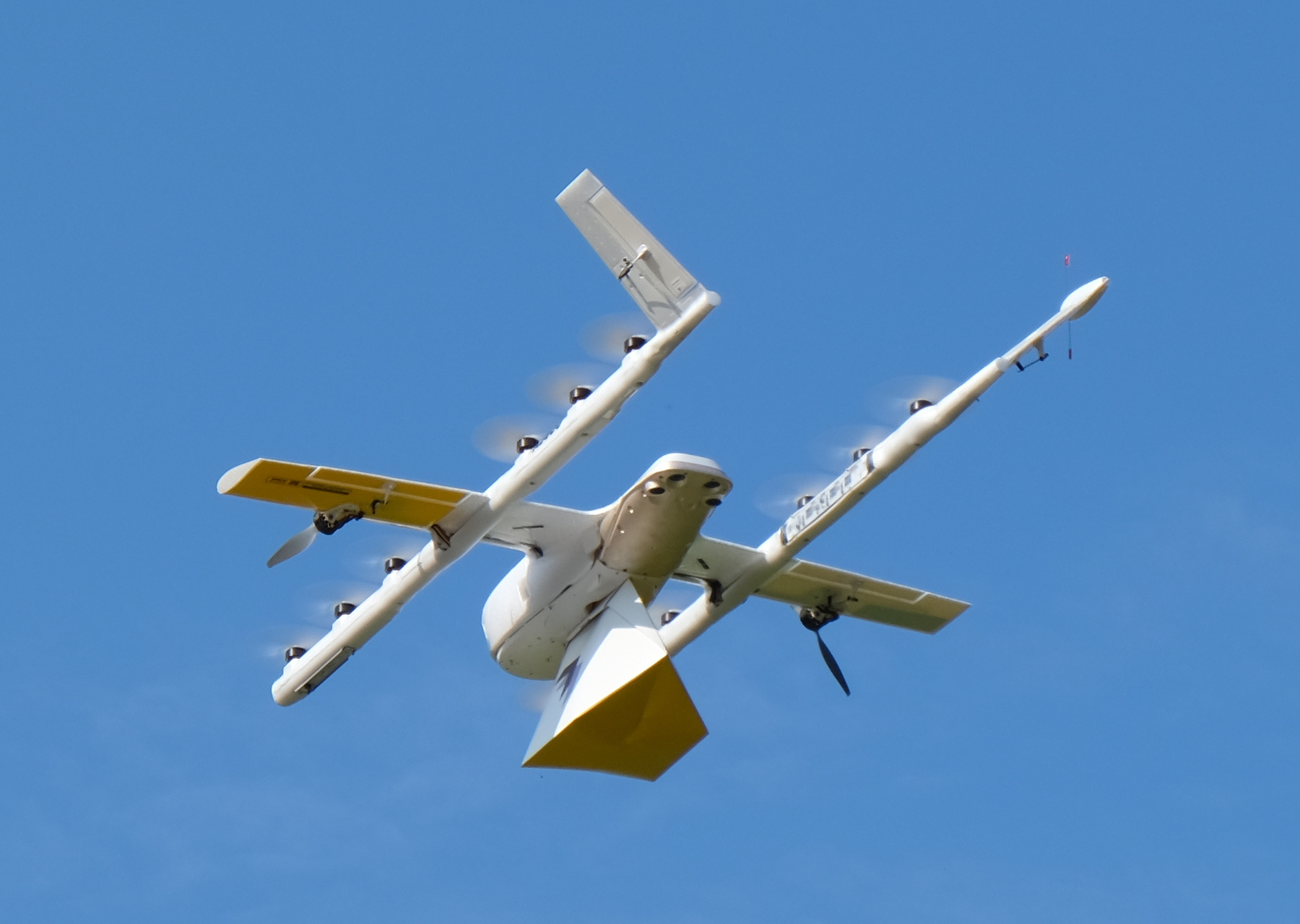
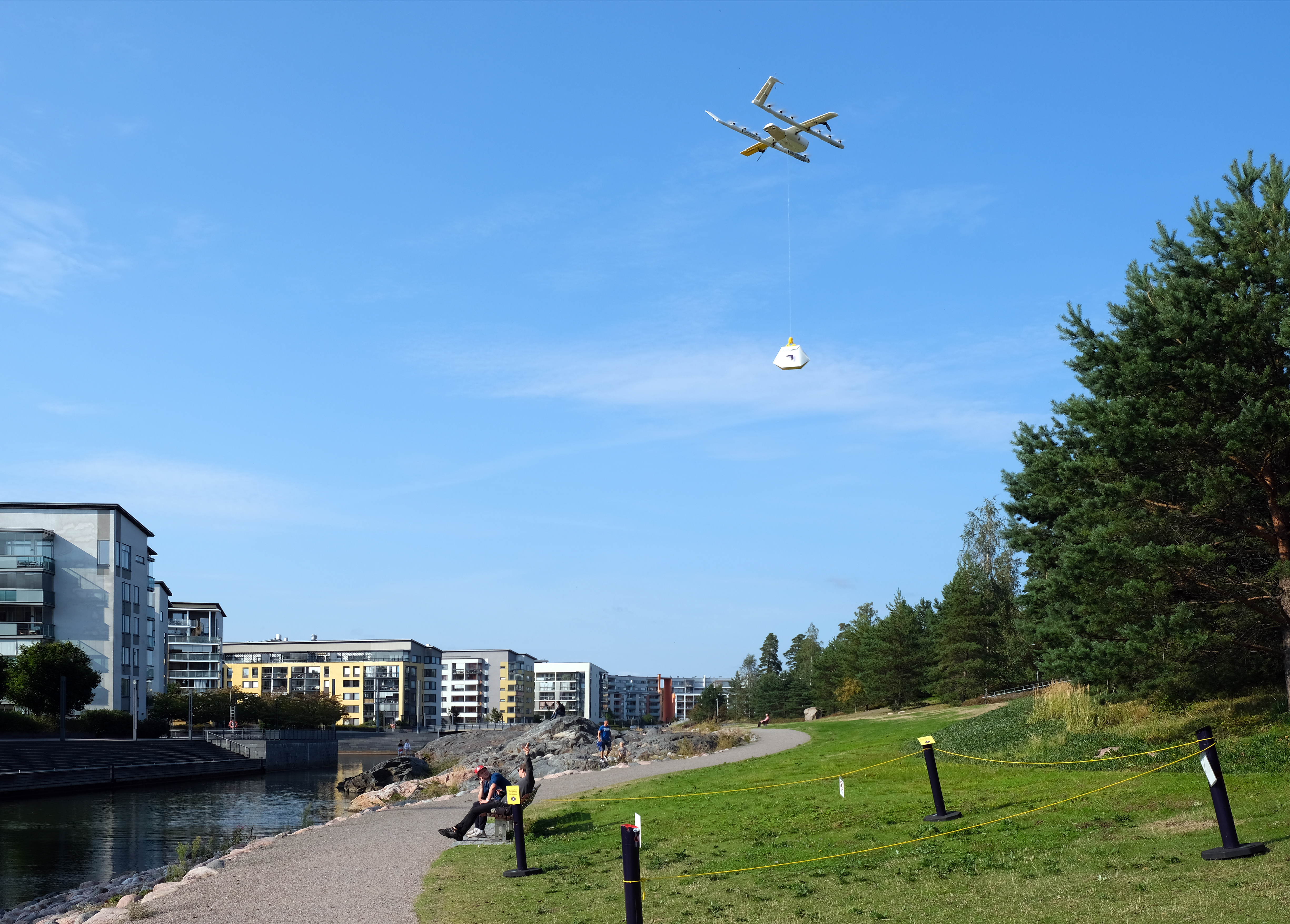